# Kit Clardy
Kit Francis Clardy (* 17. Juni 1892 in Butler, Bates County, Missouri; † 5. September 1961 in Palos Verdes Estates, Kalifornien) war ein US-amerikanischer Politiker. Zwischen 1953 und 1955 vertrat er den Bundesstaat Michigan im US-Repräsentantenhaus.

## Werdegang
Kit Clardy zog in seiner Jugend mit seinen Eltern zunächst nach Kansas City und dann im Jahr 1907 nach Liberty, ebenfalls im Staat Missouri. In diesen Orten besuchte er die öffentlichen Schulen. Nach einem anschließenden Jurastudium an der University of Michigan in Ann Arbor und seiner im Jahr 1925 erfolgten Zulassung als Rechtsanwalt begann er in Ionia in seinem neuen Beruf zu arbeiten.
Politisch war Clardy Mitglied der Republikanischen Partei. Zwischen 1927 und 1931 fungierte er als stellvertretender Attorney General von Michigan. Von 1931 bis 1934 leitete er die für die öffentlichen Versorgungsbetriebe zuständige Kommission (Public Utilities Commission) des Staates. Danach arbeitete er wieder als privater Rechtsanwalt. Bei den Kongresswahlen des Jahres 1952 wurde er im sechsten Wahlbezirk von Michigan in das US-Repräsentantenhaus in Washington, D.C. gewählt, wo er am 3. Januar 1953 die Nachfolge von William W. Blackney antrat, gegen den er zwei Jahre zuvor in der Primary verloren hatte. Da er im Jahr 1956 dem Demokraten Donald Hayworth unterlag, konnte er bis zum 3. Januar 1955 nur eine Legislaturperiode im Kongress absolvieren. Er sympathisierte mit dem konservativen US-Senator Joseph McCarthy und nahm an Sitzungen des Komitees für unamerikanische Umtriebe teil.
Nach seinem Ausscheiden aus dem US-Repräsentantenhaus zog Kit Clardy nach Palos Verdes Estates  bei Glendale in Kalifornien. Dort ist er am 5. September 1961 auch verstorben.